# Мария Магдалена фон Йотинген-Балдерн
Вижте пояснителната страница за други личности с името Мария Магдалена.
Мария Магдалена фон Йотинген-Балдерн (на немски: Maria Magdalena von Oettingen-Baldern; * 1619; † 31 август 1688, Баден-Баден) е графиня от Йотинген-Балдерн и чрез женитба маркграфиня на Маркграфство Баден-Баден.

## Произход
Тя е дъщеря на граф Ернст I фон Йотинген-Балдерн (1584 – 1626) и съпругата му графиня Катарина фон Хелфенщайн-Визенщайг (1589 – 1638), дъщеря на граф Рудолф II фон Хелфенщайн-Визенщайг (1560 – 1601) и Анна Мария фон Щауфен († 1600). По-голямата ѝ сестра Маргарета Анна († 1684) се омъжва на 6 юли 1637 г. в Прага за граф Йохан Сигизмунд фон Тун-Хоенщайн († 1646).

## Фамилия
Мария Магдалена се омъжва 1650 г. във Виена за маркграф Вилхелм фон Баден-Баден (1593 – 1677). Тя е втората му съпруга. Те имат децата:
- Филип Франц Вилхелм (* 30 април 1652, Баден-Баден; † 3 март 1655)
- Мария Анна Вилхелмина (* 8 септември 1655, Баден-Баден; † 22 август 1702, Егер, Унгария), ∞ 17 юли 1680 г. в Баден за княз Фердинанд Август фон Лобковиц, херцог на Саган (1655 – 1715)
- Карл Бернхард (* 14 януари 1657; † 6 юли 1678), полковник, убит в битка при Райнфелден, Баден през Холандската война
- Ева (* ок. 1659)
- Мария (* ок. 1661)

Графиня Мария Магдалена фон Йотинген-Балдерн е възпитателка на нейния заварен син, бъдещият маркграф Лудвиг Вилхелм фон Баден.